# 彼得行传
彼得行传是基督教最早的《使徒傳記》经外书，约作于公元2世纪晚期，文本大部分以拉丁语译文的形式保留下来。彼得行传记载了彼得和術士西門之间展开了法术竞赛，最早记录了彼得以倒立的姿态被钉在十字架上，以及“你往何处去？”的说法。